# Candelario
Candelario é um município da Espanha na província de Salamanca, comunidade autónoma de Castela e Leão, de área 60,17 km² com população de 1018 habitantes (2007) e densidade populacional de 16,93 hab/km².
São características as suas ruas estreitas e empedradas, percorridas pelos seus canais regadores (que são canais de água de neve). Candelario está muito bem conservada, localizada na encosta da serra do mesmo nome. As ruas principais estão traçadas no sentido da inclinação, enquanto as secundárias se encontram na transversal. 
Faz parte da rede das Aldeias mais bonitas de Espanha.

## Demografia
| Variação demográfica do município entre 1991 e 2004 | Variação demográfica do município entre 1991 e 2004 | Variação demográfica do município entre 1991 e 2004 | Variação demográfica do município entre 1991 e 2004 |
| --------------------------------------------------- | --------------------------------------------------- | --------------------------------------------------- | --------------------------------------------------- |
| 1991                                                | 1996                                                | 2001                                                | 2004                                                |
| 1177                                                | 1157                                                | 1038                                                | 1023                                                |